# Lồ ô
Lồ ô (danh pháp: Bambusa procera) là một loài thực vật có hoa trong họ Hòa thảo. Loài này được A.Chev. & A.Camus mô tả khoa học đầu tiên năm 1922.